# Клеменс Август Валдбот фон Басенхайм
Клеменс Август Валдбот фон Басенхайм (на немски: Clemens August Waldbott von Bassenheim; * 4 декември 1731; † 1792) е благородник, фрайхер от род Валдбот фон Басенхайм, господар на Басенхайм при Кобленц.
Той е единствен син на Йохан Валдбот фон Басенхайм († 1755) и съпругата му фрайин Мария Анна Волф-Метерних (1697 – 1738), внучка на фрайхер Дегенхард Адолф фон Волф-Метерних-Грахт (1616 – 1668), дъщеря на фрайхер Йохан Адолф фон Волф-Метерних-Грахт, Лангенау, Фоорст, Щраувайлер (1651 – 1722) и Елеонора Мария Анна Трухзес фон Ветцхаузен (1679 – 1755). Потомък е на Ото Валдбот фон Басенхайм († 1495/1497/1498) и Аполония фон Драхенфелс († 1501). Баща му се жени втори път през 1739 г. за фрайин фон Гимних.

## Фамилия
Клеменс Август Валдбот фон Басенхайм се жени на	11 май 1756 г. за фрайин Вилхелмина Едмунда Йозефа фон Лое (* 10 февруари 1733; † 31 януари 1790), дъщеря на фрайхер Йохан Адолф Йозеф Александер фон Лое, господар на Висен (1687 – 1743) и фрайин Мария Катарина Анна Мартина фон Вахтендонк (1699 – 1739). Те имат три деца:
- Франц Карл Валдбот фон Басенхайм (* 11 май 1760; † 1804), женен 1791 г. за фрайин Мария Барбара фон Елверфелдт (* 6 октомври 1768; † 28 декември 1828); имат син
- Фелицитас Валбурга Валдбот фон Басенхайм (* 24 февруари 1769), омъжена за Фердинанд Шарл Еуген де Мелдеман де Боурé
- Каролина Шарлота Валдбот фон Басенхайм (* 25 юни 1776), омъжена на 25 януари 1809 г. за 	фрайхер Фердинанд Франц Йозеф фон дем Бонгарт (* 18 януари 1773; † 2 юни 1850)